# امانوئل سانون
امانوئل سانون (انگلیسی: Emmanuel Sanon; ۲۵ ژوئن ۱۹۵۱ – ۲۱ فوریهٔ ۲۰۰۸) بازیکن و مربی فوتبال اهل هائیتی بود.
وی همچنین در تیم ملی فوتبال هائیتی بازی کرده‌است.